# Fadika Sarra Sako
Fadika Sarra Sako (nascida em 13 de dezembro de 1946) é uma política marfinense que foi Vice-Presidente da Assembleia Nacional da Costa do Marfim de março de 2012 a dezembro de 2016. Ela possui o título de honra nacional de Comandante da Ordem Nacional da Costa do Marfim.

## Educação e carreira
Sako nasceu na cidade de Touba, no oeste da Costa do Marfim. O seu marido era diplomata. Ela estudou no Colégio Técnico de Marcory, onde obteve o CAP em 1966. Em 1968, ela formou-se na Escola Kybourg de ciências do secretariado em Genebra. Após a formatura, ela trabalhou brevemente como Secretária Executiva no Ministério do Interior da Costa do Marfim.
Sako é presidente do Movimento das Mulheres Republicanas (RFR) em Touba. É membro da Grande Chancelaria do Rassemblement des Républicains (RDR) e vice-presidente do Conselho Regional de Touba. Foi membro do Departamento Político do Rassemblement des Républicains (RDR) de 1997 a 2012 e membro do RHDP Directory e membro do parlamento nacional da Costa do Marfim eleita por Foungbesso, Dioman, Guintéguela e Subprefeitura de Touba de março de 2011 a dezembro de 2016. Em 2004, ela fundou uma organização humanitária, a Bafing Soutra, para a promoção da educação infantil, redução da pobreza e aumento da consciencialização sobre o HIV/SIDA.